# 欲望之城 (2001年電影)
欲望之城（英語：City of Desire）是2001年上映，一部以1999年澳門回歸後的社會變遷境況描寫為題材的香港電影，為1998年《古惑仔情義篇之洪興十三妹》的姊妹作，沿用部份演員如吳君如和方中信，編劇和監製同為文雋，同由葉偉民執導。
吳君如曾憑經典角色「十三妹」獲得第18屆香港電影金像獎最佳女主角，而本作品主角設定是取材自獲獎的色情行業管理者「十三妹」同名角色，但採用全新的故事線和世界觀為劇本。

## 劇情簡介
吳君如飾演的「十三妹」家中排第十三，前面的十二位哥哥是黑幫頭目父親的養子，「十三妹」是父親唯一的親子骨肉，自小在外國讀書，主修設計，因為父親患上了帕金森症，將生意交給「十三妹」打理。「十三妹」從加拿大重回離開了17年的澳門舊地，臨危受命接掌家族生意，發現一直以為是辦酒店的家族生意就是澳門繁榮的色情行業。
對色情行業一竅不通的「十三妹」，希望得到舊日友人的幫助，但她漸漸發現昔日老友指天椒、Johnny、甘神父等人也有極大轉變，「十三妹」內心更覺彷徨。回歸後的澳門經濟上漸有起色，連帶黃賭事業均蓬勃發展，一片繁榮之後但卻人心茫茫，被欲望蒙閉面對澳門人和事的變遷，「十三妹」滿心感慨。

## 演員
| 演員   | 角色             |
| 黃秋生 | 甘大支（甘修士） |
| 吳君如 | 十三妹           |
| 何超儀 | 指天椒           |
| 方中信 | Johnny哥         |
| 柯受良 | 貓叔             |
| 羅家英 | 摩打叔           |
| 陳煒   | 文秀，聾啞人士   |
| 曹查理 | 登台表演者       |

## 電影歌曲

### 主題曲
| 歌名         | 演唱者 | 作曲 | 填詞 | 編曲 |
| 〈欲望之城〉 | 李蕙敏 | 羅堅 | 林夕 | 羅堅 |

## 其他性產業為題材的香港電影
- 1991年《夜生活女王霞姐傳奇》
- 2002年《金雞》，同由吳君如主演
- 2002年《香港有個荷里活》
- 2003年《豪情》
- 2003年《金雞2》，同由吳君如主演
- 2005年《榴槤飄飄》
- 2012年《一路向西》
- 2014年《金雞SSS》，同由吳君如主演

## 外部連結
- 香港影庫上《欲望之城》的資料（繁體中文）
- 互联网电影数据库（IMDb）上《欲望之城》的资料（英文）